# Patricia McKillop
Patricia „Pat“ Jean McKillop, geborene Patricia Fraser, später Patricia Williams, (* 15. Juli 1956) ist eine ehemalige simbabwische Hockeyspielerin, die 1980 mit der simbabwischen Nationalmannschaft die olympische Goldmedaille gewann.

## Sportliche Karriere
Patricia McKillop spielte 1973 in der U21-Nationalmannschaft und von 1974 bis 1980 in der Nationalmannschaft. 
Bei der olympischen Premiere von Damenhockey 1980 in Moskau waren die Niederlande, Deutschland, Argentinien und Australien wegen des Olympiaboykotts nicht am Start. Diese vier Teams hatten bis dahin die Weltmeisterschaftsmedaillen gewonnen. In Moskau waren sechs Mannschaften am Start, die alle gegeneinander spielten. Simbabwe bezwang Polen, die Sowjetunion und Österreich und spielte Unentschieden gegen die Tschechoslowakei und gegen Indien. Da die Mannschaft aus der Sowjetunion gegen die Tschechoslowakinnen gewann, erhielt die simbabwische Mannschaft die Goldmedaille vor der Tschechoslowakei und der Sowjetunion. Patricia McKillop war mit sechs Treffern die erfolgreichste Torschützin ihrer Mannschaft vor Elizabeth Chase und zusammen mit Natella Krasnikowa erfolgreichste Torschützin des olympischen Turniers. Beim 2:0-Sieg gegen die Sowjetunion erzielte McKillop beide Treffer.
Im Verein spielte McKillop für den Bulawayo Athletic Club. Neben dem Hockeysport war sie als Basketballerin für Matabeleland aktiv. Auch ihr Bruder Derek Fraser war Hockeynationalspieler.